# سجائر الموضة

## المقدمة

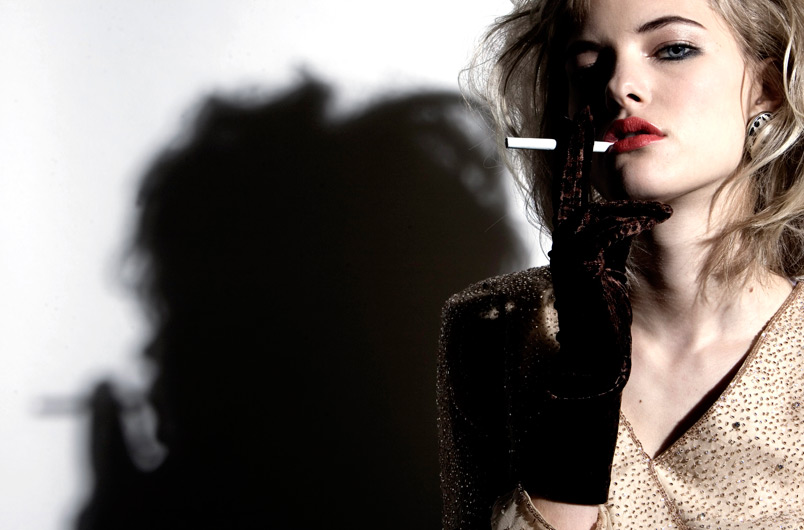
مثال على تصوير الأزياء الذي يتضمن السجائر.

تاريخيا كان التدخين يعتبر عادة ذكورية، لكن أنثنة التدخين حدثت بالتزامن مع ظهور علامات تجارية للموضة أو ماركات السجائر الفاخرة التي تم تسويقها خصيصًا للنساء. غالبًا ما يركز هذا على السيدات العاملات الشابات الواعيات بالأزياء واللاتي يشكلن المجموعة السكانية المستهدفة لهذه العلامات التجارية، والتي تتميز بالنحافة والطول الإضافي مقارنةً بالعلامات التجارية التقليدية للسجائر. حدث هذا التطور في السوق النسائية بالتزامن مع توسع مفهوم "السجائر الفاخرة" الذي وجّه للرجال والنساء، من خلال ظهور "الفخامة والرقي والتطور" في التغليف.

## الوصف
تشمل هذه العلامات التجارية علامات زخرفية مثل ايف (Eve [الإنجليزية])، والتي يتم تسويقها حصريًا للنساء مثل فيرجينيا سليمز (Virginia Slims)، أو كأنماط السهرة مثل سوبرين كوكتيل (Sobranie Cocktail)، المصممة لجذب النساء، ونظيرتها سوبراني بلاك روسي (Sobranie Black Russian)، والتي استهدفت ألوانها الداكنة سوق الذكور.
لقد قامت العديد من بيوت الأزياء بإقراض اسمها (من خلال اتفاقية ترخيص) إلى السجائر؛ ربما يكون إيف سان لوران أنجحها (على الرغم من أنه اعترف في مقابلة عام 1968 بأنه يدخن، ولكن ليس علامته التجارية التي تحمل اسمه، لأنه "لا يحب النكهة")، على الرغم من تسويق العديد من العلامات التجارية الأخرى، من وقت لآخر، في أسواق دولية مختارة: جيفنشي، فيرساتشي، بيير كاردين، كريستيان لاكروا وكارتييه (بيت مجوهرات).
في الثمانينيات وأوائل التسعينيات، قام المصنعون بإنشاء إصدارات أطول بطول 164 ملم من العديد من سجائر السيدات. ومع ذلك، نظرًا لأنهم وجدوا سوقًا صغيرًا فقط، فقد تم تفكيك الآلات التي أنتجتهم منذ ذلك الحين.
مع الحركة المناهضة للتدخين في الولايات المتحدة، اتجه مصنعو السجائر إلى آسيا، حيث يوجد سوق متميز للعلامات التجارية الموجهة للإناث، وإلى الأثرياء الجدد في روسيا.

## انظر ايضا
- الآثار الصحية للتدخين
- النساء والتدخين
- دكاكيرية التدخين
- كابري
- سيجاريلو
- جاروم
- غودانغ غرام [الإنجليزية]
- دنهيل
- مور
- فيرجينيا سليمز
- نات شيرمان